# Twardost (herb szlachecki)
Twardost – polski herb szlachecki, używany przez rodzinę Juszyńskich.

## Opis herbu
Opis z wykorzystaniem zasad blazonowania, zaproponowanych przez Alfreda Znamierowskiego:
W polu czerwonym serce w srebrno-czarną szachownicę. 
Klejnot nieznany.
Labry czerwone, podbite srebrem.
Do XVIII wieku przedstawiano serce w godle w towarzystwie tak samo poszachowanej wstęgi. Tak podaje Gniazdo cnoty Paprockiego, Orbis poloni Okolskiego. Jeszcze w pierwszym XVIII-wiecznym herbarzu, autorstwa Antoniego Swacha, serce występuje ze wstęgą. Dopiero u Kaspra Niesieckiego wstęgi tej brak. Jest to o tyle dziwne, że Niesiecki powołuje się na autorów wcześniejszych, którzy wstęgę tę zawsze podawali. To zniekształcenie godła przez Niesieckiego było następnie powielane przez wszystkie herbarze aż do współczesności.

## Najwcześniejsze wzmianki
Herb znany od XVI wieku, przedstawiono go w Gnieździe cnoty Paprockiego, zaś później w Orbis poloni Okolskiego. Józef Szymański pisze, że herb ten zaginął w XVI wieku. Faktycznie, Kasper Niesiecki nie zna żadnego współczesnego mu rodu, który używałby tego herbu.

## Legenda herbowa
Wedle legendy przytaczanej przez Niesieckiego, herb ten miał być: 

nadany rycerzowi Twardost nazwanemu, a to z tej racyi, że był nieużyty nieprzyjacielowi.

## Etymologia
Nazwa herbu jest według Szymańskiego przezwiskowa.

## Herbowni
Juszyński.
Michał Józef Juszyński – biskup sandomierski był herbu Twardost bądź herbu własnego Juszyński.